# ナルン・トロリーバス
ナルン・トロリーバス（ロシア語: Нарынский троллейбус）は、かつてキルギスの都市・ナルン市内に存在したトロリーバス。1994年に開通したが、2024年に運行を休止し翌2025年に廃止が発表された。

## 概要
ソビエト連邦の崩壊後の1994年12月30日から営業運転を開始した、ナルン市内を走行するトロリーバス。ナルン市内の幹線道路であるレーニン通り（улице Ленина）に全長6.7 kmの路線を有しており、車両は同国の首都・ビシュケク（ビシュケク・トロリーバス）やロシア連邦のウラジカフカス（ウラジカフカス・トロリーバス）から譲渡されたZiU-9が用いられた。
主要な利用客は学生で、2010年以降は学生の長期休暇の期間である5月 - 6月から9月の間運休し、従業員の訓練や各種整備を行っていた。また、それ以前の2008年にも路線延伸を兼ねた大規模工事のための長期運休を実施していた。
だが、2024年5月に施設の損傷を理由としてナルン市内のトロリーバスは運行を停止した。9月には廃止された首都・ビシュケクのトロリーバス（ビシュケク・トロリーバス）から6両のトロリーバス車両の譲受が行われたが、これらの車両も予備部品の不足や車両自体の老朽化が課題となった。更に、それに先立つ8月には、トロリーバスと比べて機動性が高い電気バスの営業運転が始まっていた。そして2025年3月、ナルン市は施設の老朽化などを理由にトロリーバスの廃止を決定した。